# Gerd Gigerenzer
Gerd Gigerenzer (Wallersdorf, 3 de septiembre de 1947) es un psicólogo alemán, director del Departamento de Conducta Adaptativa y Cognición y director del Centro Harding para la Evaluación de Riesgos en el Instituto de Max Planck para el Desarrollo Humano en Berlín.
Gigerenzer trabaja con racionalidad limitada, heurística y árboles de decisión efectivos, es decir, cómo tomar decisiones racionales, cuando el tiempo y la información son limitados y el futuro es incierto. Se dio a conocer al público por su libro "Soluciones intuitivas" (alemán Bauchentscheidungen, literalmente decisiones viscerales), que fue traducido y publicado en 17 idiomas.
Gerd Gigerenzer está casado con Lorraine Daston.

## Carrera

### Carrera académica
Gigerenzer recibió un doctorado en la Universidad de Múnich en 1977 y en el mismo año se convirtió en profesor de las ciencias psicológicas. De 1984 a 1990 fue profesor de psicología en la Universidad de Constanza, de 1990 a 1992 en la Universidad de Salzburgo. De 1992 a 1995 fue profesor de psicología en la Universidad de Chicago. De 1995 a 1997, fue director del Instituto de Max Planck de Estudios Psicológicos en Munich, y luego se mudó al Instituto de Max Planck para el Desarrollo Humano en Berlín donde él es un director del departamento de "comportamiento adaptativo y cognición", y desde 2008 también trabaja en el Harding Center que fundó para la evaluación de riesgos en Berlín.

### Soluciones intuitivas
Gigerenzer critica los modelos cognitivos (cognoscitivos) que consideran casos de opiniones y decisiones como resultado de complejos algoritmos inconscientes que calculan la solución más racional a partir de la totalidad de la información disponible. Este enfoque se encuentra a menudo en la bibliografía de referencia y asesoramiento cuando se trata de recomendar más acciones analíticas para decidir, enumerar las ventajas y desventajas y pensar en ellas. Gigerenzer ve esto como un ejemplo de desviación de las decisiones cotidianas, que considera menos exitosas. En lugar de un modelo de toma de decisiones tan lógico y racional, Gigerenzer enfatiza la importancia de la intuición; por lo tanto, las decisiones se toman, principalmente, intuitivamente sobre la base de las reglas del pulgar, a los cuales las estrategias de decisión racional están subordinadas como auxiliares tardíos. Según Gigerenzer, las decisiones intuitivas son en sí mismas una estrategia racional, porque es relativamente exitosa. Una solución intuitiva no debe confundirse con inspiración ocasional o ingenuidad: las soluciones intuitivas son especialmente buenas si se basan en un conocimiento especial: Gigerenzer describe el caso cuando los historiadores del arte estaban preocupados por comprar un torso en el Museo de Getty. Al principio, los controles científicos no reconocían la falsificación, más tarde la obra fue reconocida como una falsificación.

### Toma lo mejor
A fines de la década de 1990, el grupo de investigación de Gigerenzer llevó a cabo un experimento con estudiantes de la Universidad de Nueva York, en el cual debían elegir al azar para predecir el ganador de los juegos de la Asociación Nacional de Baloncesto (NBA) de 1996/97. La temporada ya terminó, Gigerenzer despersonalizó al equipo y les dio a los estudiantes solo dos consejos para cada juego: la cantidad de juegos ganados por los dos equipos en la temporada y el tanteo después del primer time. El análisis posterior reveló un enfoque intuitivo en la mayoría de los estudiantes. Siguieron la regla empírica: si el equipo durante toda la temporada fue significativamente mejor que el otro, también será el ganador en este juego; si se comparó el balance de la temporada de ambos grupos (diferencia de menos de 15 victorias), el equipo líder ganará en un descanso. Los estudiantes tenían razón en el 78% de los juegos. Esta escucha secuencial de los criterios en un cierto orden se llama “Toma lo mejor” y siga el llamado árbol de decisiones: tome el mejor criterio y decida: si no hay mucha diferencia, tome el segundo criterio y así sucesivamente. Este enfoque anteriormente solía explicarse como comportamiento irracional. Sin embargo, Gigerenzer consideró su investigación como una oportunidad para revaluar la estrategia de obtener mejores resultados, porque fue exitosa y requirió recursos cognitivos mucho menos que el cálculo preciso de las probabilidades. El grupo de investigación de Gigerenzer comparó lo mejor con análisis de regresión múltiple, un proceso estadístico de varios pasos que debería evaluar algorítmicamente de manera óptima los diversos criterios para la solución. En un estudio de 20 problemas en la economía, la psicología, la salud o la biología, un proceso estadístico de varias etapas promedió el 68% del tiempo correctamente predicho, mientras que el menos ingenuo "toma lo mejor" fue el 71% del tiempo.

### Conocimiento incompleto útil
Paradójicamente, el indicador del éxito de la estrategia: “toma lo mejor” se puede mejorar omitiendo información. Gigerenzer nos dice: "La buena intuición debe ignorar la información". La paradoja se explica por el hecho de que no toda la información se relaciona con la predicción. "Toma lo mejor" es una estrategia que permite que ciertos datos sean críticos e ignore el resto. Según Gigerenzer, este enfoque contradice el ideal extendido, pero falso del maximalista: "Más información siempre es mejor. Más tiempo siempre es mejor. Más opciones son siempre mejores. Más informática es siempre mejor. Este esquema está muy adentro de nosotros, ¡pero está mal! Lo que nos interesa como investigadores: ¿cuándo es mejor y cuándo es menos mejor? "(Gigerenzer)
El conocimiento inexacto también puede ser correcto. En el curso de la investigación, hizo la pregunta separadamente para los alemanes y estadounidenses estudiantes: "¿En qué ciudad hay más habitantes: San Diego o San Antonio?". Un resultado sorprendente: los estudiantes alemanes pudieron responder correctamente la pregunta (San Diego), porque nunca habían oído hablar de otra ciudad, a diferencia de sus colegas. Gigerenzer sugiere que las decisiones parcialmente desinformadas se basan en reglas empíricas inconscientes, en este caso: una ciudad conocida es probablemente más y esto a menudo conduce al éxito.

### Mes no estadístico
Junto con el economista Thomas K. Bauer y el estadístico Walter Kremer, Gigerenzer comenzó en 2012 la acción "Mes no estadístico". Según los iniciadores, la acción debería "ayudar a procesar racionalmente datos y hechos, interpretar correctamente las imágenes numéricas de la realidad y describir de manera más adecuada un mundo y un entorno cada vez más complejos".

## Membresía
- Academia Estadounidense de las Artes y las Ciencias
- Academia de Ciencias de Berlín-Brandeburgo (enlace roto disponible en Internet Archive; véase el historial, la primera versión y la última).
- Comunidad de Ciencias Cognitivas (enlace roto disponible en Internet Archive; véase el historial, la primera versión y la última).
- La Leopoldina
- Consejo de Expertos en Asuntos del Consumidor (enlace roto disponible en Internet Archive; véase el historial, la primera versión y la última).
- La Sociedad Filosófica Estadounidense (2016)

## Premios
- 1982-1983: Investigador en el Centro de Estudios Interdisciplinarios, Bielefeld
- 1987-1988 y 2002-2003: visitante investigador en la Universidad de Harvard
- 1987: Premio de la Asociación de Editores Americanos al mejor libro en el campo de las ciencias sociales y del comportamiento
- 1989-1990: Investigador en el Centro de Estudios Avanzados en Ciencias de la Conducta, Stanford, California
- 1991-1992: Investigador en el Centro de Estudios Interdisciplinarios, Bielefeld
- 1992: Premio de la Asociación Estadounidense para el Avance de la Ciencia para la Investigación de la Ciencia del Comportamiento
- 1998: Profesor Honorario de la Universidad Libre de Berlín
- 2004: Investigador, escuela de Darden Business, Universidad de Virginia, Charlottesville
- 2005: Profesor Honorario en la Universidad Humboldt de Berlín
- 2007: Doctor Honorario de la Universidad de Basilea
- 2008: Investigador Asociado, Asociación de Ciencias Psicológicas (ACP) por su destacada contribución a la Ciencia Psicológica
- 2009: Doctor Honorario de la Universidad Abierta (enlace roto disponible en Internet Archive; véase el historial, la primera versión y la última). (Holanda)
- 2011: el Premio de Psicología Alemana
- 2011: Miembro Honorario, Instituto para la Gestión del Riesgo, Reino Unido
- 2011: Medalla de Marcilia, Universidad de Heidelberg

## Publicaciones
- Messung und Modellbildung in der Psychologie. UTB/Reinhardt, München/Basel 1981, ISBN 978-3-497-00895-7
- Rationality for Mortals. 2008
- junto con Christophe Engel Heuristics and the Law. 2006
- Adaptive Thinking. 2000
- junto con P. M. Todd Simple Heuristics That Make Us Smart. 1999
- junto con Reinhard Selten Bounded Rationality. 2001
- junto con Daniel G. Goldstein Models of Ecological Rationality: The Recognition Heuristic. Psychological Review 2002, ISSN=0033-295X
- junto con P. M. Todd Simple heuristics that make us smart. Oxford University Press, New York 1999, ISBN 0-19-514381-7
- Das Einmaleins der Skepsis. Über den richtigen Umgang mit Zahlen und Risiken. Berlin Verlag, Berlín 2002, ISBN 3-8270-0079-3
- Bauchentscheidungen. Die Intelligenz des Unbewussten und die Macht der Intuition. Bertelsmann, München 2007, ISBN 978-3-570-00937-6
- Gut Feelings Viking, New York 2007, ISBN 978-0-670-03863-3
- junto con Muir Gray Better Doctors, Better Patients, Better Decisions. Envisioning Health Care 2020. MIT Press, Cambridge Massachusetts 2011, ISBN 978-0-262-01603-2
- junto con Muir Gray Bessere Ärzte, bessere Patienten, bessere Medizin. Aufbruch in ein transparentes Gesundheitssystem. Medizinisch Wissenschaftliche Verlagsgesellschaft, Berlín 2013, ISBN 978-3-941468-82-5
- Risiko. Wie man die richtigen Entscheidungen trifft. Bertelsmann Verlag, München 2013, ISBN 978-3-570-10103-2
- Risk Savvy: How to Make Good Decisions. Penguin Books, London 2015, ISBN 978-0-14-312710-9
- junto con Thomas C. Bauer, Walter Kramer Warum dick nicht doof macht und Genmais nicht tötet. Über Risiken und Nebenwirkungen der Unstatistik. Campus Verlag, Frankfurt am Main/ New York City 2014, ISBN 978-3-593-50030-0